# Frontera entre Austràlia i les Salomó
La frontera entre Austràlia i les Salomó es completament marítima i es troba a l'oceà Pacífic. Delimita la zona econòmica exclusiva entre les Salomó i les illes del Mar del Corall.
Un tractat del 1988 defineix la frontera per 3 punts:
- Punt U : 14° 04' 00" 157° 00' 00"
- Punt V : 14° 41' 00" 157° 43' 00"
- Punt R1 : 15° 44' 07" 158° 45' 39"